# Josep Calavera
Josep Calavera Espinach (Cabra del Campo, Tarragona, España, 2 de noviembre de 1999) es un futbolista español que juega como centrocampista en el CD Castellón de la Segunda división. Es hermano del futbolista Jordi Calavera.

## Trayectoria
Se formó en las categorías inferiores del Club Gimnàstic de Tarragona y tras formar parte del juvenil "A" del conjunto tarraconense, en julio de 2017 firmó por el FC Barcelona, donde fue asignado al juvenil "A". En la temporada 2017-18, con el juvenil blaugrana lograría los títulos de liga y de la UEFA Youth League.
El 27 de julio de 2018, sería cedido al Lleida Esportiu de la Segunda División B.
El 1 de agosto de 2019, tras finalizar su contrato con el FC Barcelona, firma por el CD Castellón de la Segunda División B.
El 31 de enero de 2020, firma por el Club Atlético de Madrid "B" de la Segunda División B.
El 2 de julio de 2021, firma en calidad de cedido por el Deportivo de La Coruña de la Primera Federación.
El 30 de julio de 2022, tras finalizar su contrato con el Club Atlético de Madrid, regresa al CD Castellón de la Primera Federación.

## Clubes
| Club                        | País   | Año       |
| --------------------------- | ------ | --------- |
| FC Barcelona B              | España | 2018-2019 |
| Lleida Esportiu (cedido)    | España | 2018-2019 |
| CD Castellón                | España | 2019-2020 |
| Club Atlético de Madrid "B" | España | 2020-2021 |
| Deportivo de La Coruña      | España | 2021-2022 |
| CD Castellón                | España | 2022-     |

## Palmarés

### Campeonatos internacionales
| Título                    | Club                              | Sede  | Año     |
| ------------------------- | --------------------------------- | ----- | ------- |
| Liga de Campeones juvenil | Fútbol Club Barcelona Juvenil "A" | Suiza | 2017-18 |